# Kantlök
Kantlök (Allium lusitanicum) är en flerårig växtart i släktet lökar och familjen amaryllisväxter.

## Användning
Kantlöken odlas som grönsak och prydnadsväxt utomhus. Den har en mild, behaglig löksmak och kan användas både rå och tillagad, eller konserveras genom mjölksyrning eller torkning.

## Förväxlingsarter
Kantlöken har flera mycket närstående arter, som den dessutom lätt korsar sig med, vilket orsakar en del förvirring i artbestämningen. Bland dessa arter återfinns rysslök (A. angulosum), sibirisk kantlök (A. nutans) och bredbladig kantlök (A. senescens).